# Pierre Beaumarchais

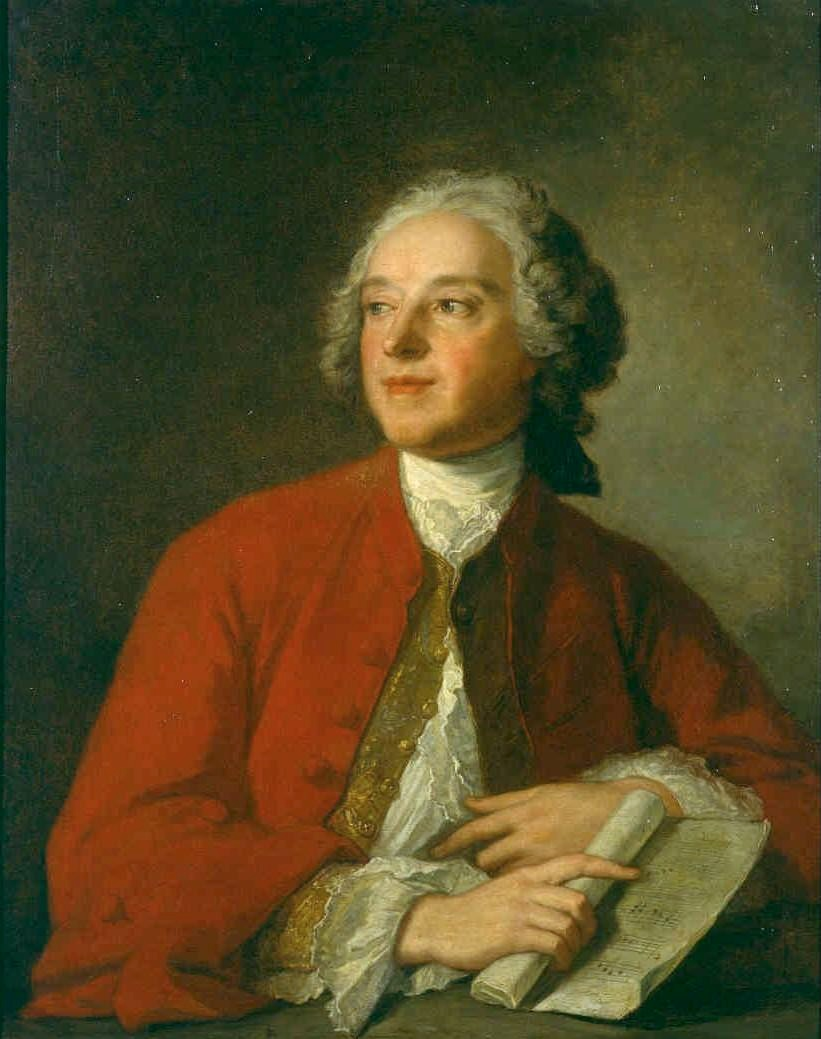
Pierre Beaumarchais

Pierre-Augustin Caron de Beaumarchais (24 tháng 1 năm 1732 - 18 tháng 5 năm 1799), được biết đến nhiều nhất với tên Beaumarchais, là một nhà viết kịch, nhạc sĩ, nhà thơ, nhà phát minh, thợ đồng hồ, chính trị gia, người tị nạn, tù nhân, điệp viên, nhà kinh doanh, người xuất bản sách, nhà cách mạng người Pháp. Ông nổi danh bằng nghề viết kịch, chủ yếu là hài kịch và được so sánh với Molière.

## Tiểu sử
Beaumarchais là con một người thợ sửa đồng hồ giỏi đồng thời là nhà chế tạo ở khu chợ Paris. Khả năng của cha ông rất phong phú: làm thơ, giỏi ăn nói, chơi nhạc, kể truyện cười. Những khả năng và tính cách của cha đã ảnh hưởng nhiều đến Beaumarchais.
Sau này ra đời, ông làm rất nhiều nghề, đầu tiên là nghề sửa đồng hồ. Ông chế tạo một chiếc đồng hồ nhỏ có thể gắn vào nhẫn và được giới quý tộc rất hâm mộ.
Lớn lên, nhờ giỏi chơi nhạc và làm thơ, ông được mời vào cung dạy nhạc cho công chúa và mua vui cho vua Louis XVI của Pháp, dần dần ông được phong hiệu quý tộc. Ông còn được 1 lão già dạy cho nghề kinh doanh tài chính, nhờ đó càng trở nên giàu có. Do thân cận với đức vua, nhiều lần ông được giao nhiệm vụ mật của triều đình, được đi nhiều nơi trên thế giới. Nhờ soạn được nhiều vở kịch giá trị, ông được hội tác gia sân khấu bầu làm chủ tịch cho đến khi chết.